# Мицкевич, Даниил Константинович
Дании́л Константи́нович Мицке́вич (бел. Данііл Канстанцінавіч Міцкевіч, 30 сентября 1914 — 7 июля 1996) — сын белорусского писателя Якуба Коласа, создатель и первый директор его музея, заслуженный деятель культуры Белорусской ССР.

## Биография

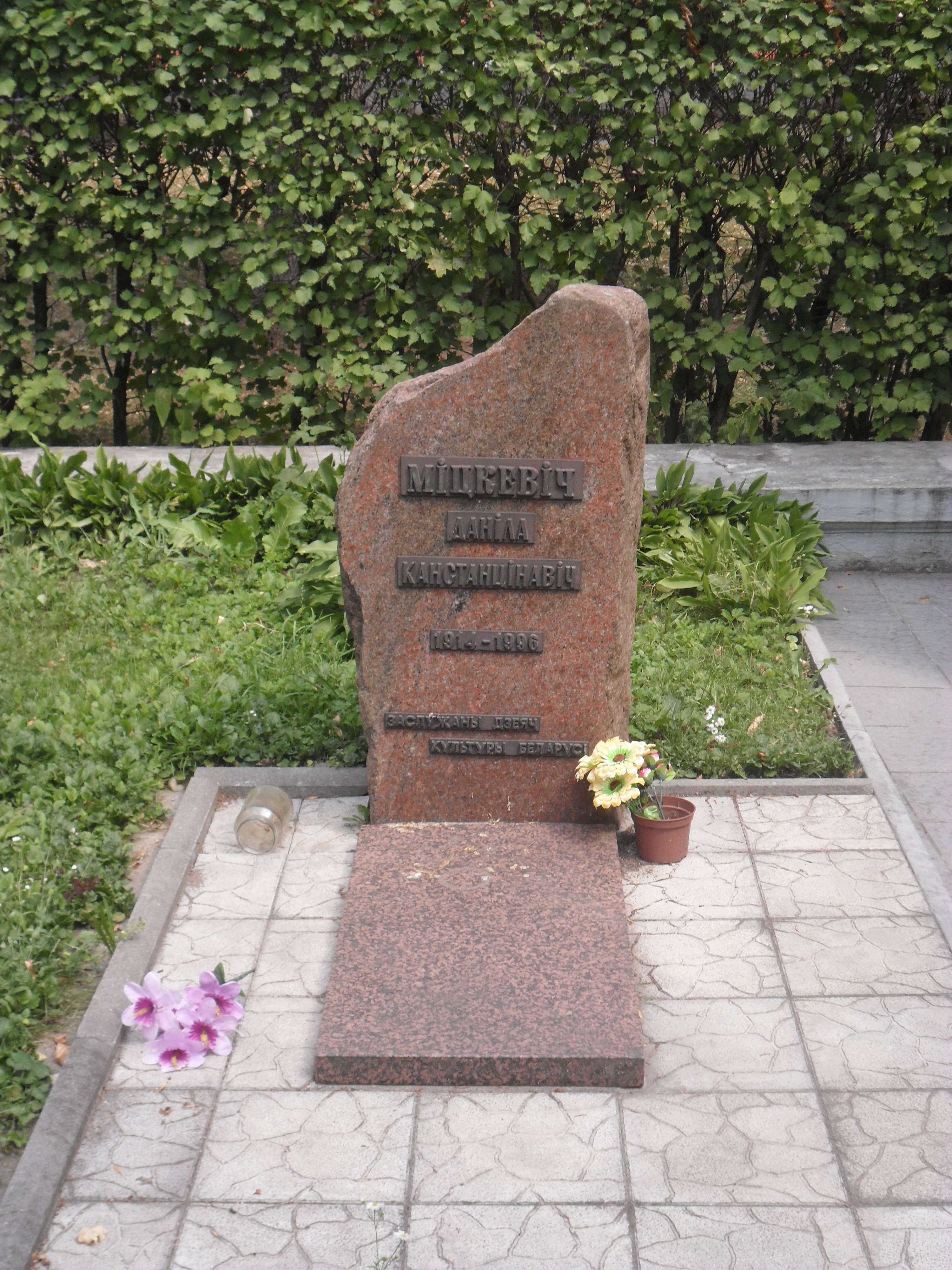
Могила Мицкевича на Военном кладбище Минска.

Даниил Мицкевич родился 30 сентября 1914 года в семье Константина Михайловича Мицкевича. Получил химическое образование, преподавал на химическом факультете Белорусского государственного университета, с 1943 года был его деканом. Позднее работал учёным секретарём в Институте химии Академии наук Белорусской ССР.
После смерти своего отца Мицкевич серьёзно занялся собирательством его творческого наследия. Когда в Минске был создан Государственный литературно-мемориальный музей Якуба Коласа, его сын решением первого секретаря ЦК КП БССР Мазурова был назначен на должность директора. Возглавлял музей до 1980 года, но продолжал в нём работать научным сотрудником и после ухода с поста директора. Активно пропагандировал культурное наследие Коласа, многократно выступал в средствах массовой информации и в школах. За большие заслуги в развитии музея Мицкевичу в 1970 году было присвоено звание заслуженного деятеля культуры Белорусской ССР.
Скончался 7 июля 1996 года, похоронен рядом с родителями на Военном кладбище Минска.